# Manzana el Mortero de San Cristóbal
Manzana el Mortero de San Cristóbal är en ort i Mexiko.   Den ligger i kommunen Ocampo och delstaten Michoacán de Ocampo, i den södra delen av landet, 130 km väster om huvudstaden Mexico City. Manzana el Mortero de San Cristóbal ligger 2 328 meter över havet och antalet invånare är 585.
Terrängen runt Manzana el Mortero de San Cristóbal är lite bergig. Runt Manzana el Mortero de San Cristóbal är det ganska tätbefolkat, med 222 invånare per kvadratkilometer. Närmaste större samhälle är Heróica Zitácuaro, 14,4 km söder om Manzana el Mortero de San Cristóbal. I omgivningarna runt Manzana el Mortero de San Cristóbal växer i huvudsak blandskog.